# حوزه انتخابیه سوم میزوری
حوزه انتخابیه سوم میزوری یک حوزه انتخابیه مجلس نمایندگان آمریکا است که در ایالت میزوری قرار دارد.